# بيث بروك
بيث بروك (بالإنجليزية: Beth Brooke-Marciniak)‏ (من مواليد 1959): انضمت لEY إرنست و يونغ في عام 1981 , وهي حالياً نائبة الرئيس العالمي للسياسة العامة للEY إرنست و يونغ. وهي أيضاً الراعية العالمية لـ EYالتنوع والشمولية، ومدافعة بارزة عن فوائد القيادة الشاملة والنمو. تم تسميتها ست مرات في قائمة أكثر 100 امرأة نفوذاً من قبل مجلة فوربس, حيث كانت ترتيبها 96 في عام 2013.
عملت سابقاً في وزارة المالية الأمريكية لمدة عامين حيث عملت على سياسات الضرائب في مجال التأمين والرعاية المدارة. بروك عضو في اللجنة الاستشارية لمراجعة الحسابات لوزارة الدفاع الأمريكية، وهي عضو في الوفد الأميركي في لجان الأمم المتحدة 53 و54 المعنية بوضع المرأة، وهي بمثابة المبعوث لممرات وزارة الخارجية الأمريكية.

## التعليم
حصلت بروك على درجة البكالوريوس في علوم الإدارة الصناعية/ الكمبيوتر من جامعة بوردو، وحصلت على درجة الدكتوراه الفخرية من الجامعة.

## روابط خارجية
- بيث بروك على موقع IMDb (الإنجليزية)